# Exobiologie
Exobiologia sau astrobiologia este o ramură a biologiei care studiază prezența și particularitățile formelor de viață din spațiul cosmic.